# Storsele
Storsele är ett naturreservat i Malå kommun i Västerbottens län.
Området är naturskyddat sedan 1995 och är 92 hektar stort. Reservatet ligger i en sluttning mot Stora Skäppträsket och består av gammal grov tallskog med inslag av gran.